# Мачху
Мачху (гудж. મચ્છુ) — река в Индии, в штате Гуджарат, на полуострове Катхиявар. Берёт начало при слиянии рек Бети и Джамбури, к югу от города Баманбор и к западу от Раджкота. Течёт на север через города Ванканер и Морви. Впадает у города Малиа в солончак Малый Ранн на берегу залива Кач Аравийского моря.
В 1959 году на реке построена плотина «Мачху-I» высотой 28 м, образовавшая водохранилище с площадью водосбора 730 км². Ниже была построена правительством штата в 1972 году земляная плотина «Мачху-II» высотой 22,6 м и длиной 4 км с площадью водосбора 1929 км². Водохранилище 0,10102 км³ используется для ирригации. 11 августа 1979 года во время наводнения плотина «Мачху-II» разрушилась, что вызвало затопление города Морви с многочисленными жертвами (более 1,5 тыс. человек). Пик наводнения достиг 16 307 м³/с, что втрое превышало пропускную способность водосброса — 5663 м³/с. После восстановления плотины пропускная способность водосброса была увеличена до 21 000 м³/с.

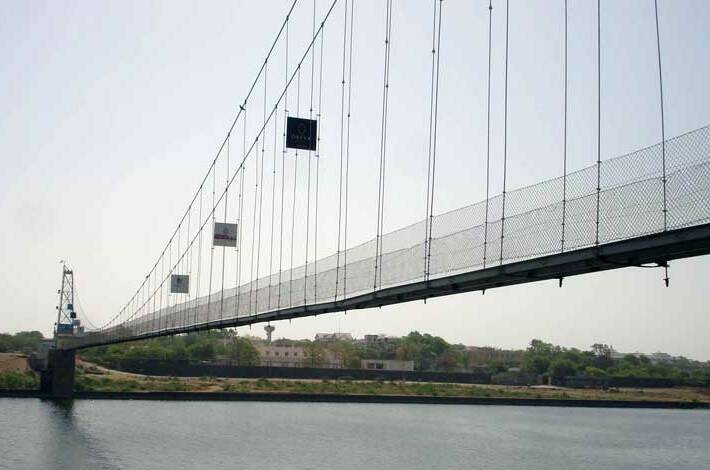
Подвесной пешеходный мост над рекой Мачху в Морви

Подвесной пешеходный мост шириной 1,25 м и длиной 233 м над рекой Мачху открыт 20 февраля 1879 года губернатором Мадрасского президентства Британской Индии герцогом Бекингем и Чандос Ричардом Темплом. Мост соединяет дворцовый комплекс Дарбаргадх и инженерный колледж Лахдирджи. 30 октября 2022 года произошло обрушение пешеходного моста в Морви с многочисленными жертвами (более 140 человек).